# Trận đồn Jackson và St. Philip
Trận đồn Jackson và St. Philip (18 tháng 4–28 tháng 4 năm 1862) là trận chiến quyết định quyền sở hữu thành phố New Orleans trong Nội chiến Hoa Kỳ. Hai đồn quân sự của Liên minh miền Nam trên sông Mississippi nằm ở phía nam thành phố đã bị hạm đội Hải quân Liên bang miền Bắc tấn công. Một khi các đồn này còn ngăn cản các lực lượng miền Bắc tiến vào thì thành phố vẫn được an toàn, còn nếu chúng bị thất thủ thì sẽ không còn một vị trí nào phía sau để chống lại nữa.
New Orleans, thành phố lớn nhất của Liên minh miền Nam, vốn đã đứng trước nguy cơ bị tấn công từ phía bắc khi David Farragut đưa hạm đội của mình tiến vào sông Mississippi từ phía nam. Hải quân miền Nam đã đẩy lui hạm đội phong tỏa của miền Bắc trong trận mũi Passes diễn ra vào tháng 10 trước đó. Mặc dù mối đe dọa từ phía thượng nguồn xét theo khía cạnh địa lý là xa hơn so với từ phía vịnh Mexico, nhưng một chuỗi thất bại tại các bang Kentucky và Tennessee đã buộc Bộ Chiến tranh và Hải quân miền Nam tại Richmond tước bỏ rất nhiều hệ thống phòng thủ ở khu vực này. Nhân lực và trang bị bị rút khỏi các công sự phòng ngự địa phương, cho nên đến giữa tháng 4 hầu như không còn lại gì ở khu vực phía nam ngoại trừ hai đồn quân sự và một vài tàu chiến có chất lượng rất đáng nghi ngờ. Không hề giảm áp lực từ phía bắc, Tổng thống miền Bắc Abraham Lincoln đã cho tiến hành một chiến dịch tấn công kết hợp của hải quân và lục quân từ phía nam. Lục quân miền Bắc huy động 18.000 binh lính, đặt dưới quyền chỉ huy của tướng Benjamin F. Butler. Hải quân miền Bắc đóng góp một bộ phận lớn trong Đội tàu Phong tỏa Vịnh Tây, do đô đốc David G. Farragut chỉ huy. Đội tàu này được tăng cường bằng một đội tàu nhỏ bán độc lập khác gồm các tàu hai buồm bắn súng cối cùng các thuyền bè hỗ trợ của nó do David Dixon Porter chỉ huy.
Lực lượng tấn công tập trung tại Ship Island trên vịnh Mexico. Khi đã sẵn sàng, hải quân miền Bắc đưa tàu chiến tiến vào sông và hoàn tất vào ngày 14 tháng 4. Sau đó di chuyển đến một vị trí ở gần hai đồn này và đến ngày 18, nã súng cối mở màn trận đánh.
Trận đánh sau đó có thể chia thành hai giai đoạn: một cuộc pháo kích hầu như không hiệu quả vào các đồn của miền Nam từ các khẩu súng cối gắn trên thuyền bè, và cuộc vượt phá thành công của phần lớn hạm đội Farragut trong đêm ngày 24 tháng 4. Trong cuộc vượt phá này, một tàu chiến miền Bắc bị mất và 3 tàu khác phải quay trở lại, còn tàu chiến phe miền Nam gần như bị tiêu diệt hoàn toàn. Việc chiếm đóng thành phố sau đó không gặp phải sự kháng cự đáng kể nào, và là một đòn chí mạng gây nên những tổn hại mà miền Nam không bao giờ có thể phục hồi lại được. Các đồn quân sự vẫn trụ lại sau khi hạm đội miền Bắc vượt qua, nhưng quân lính ở đồn Jackson bị suy sụp tinh thần đã làm binh biến và khiến cho chúng phải đầu hàng.